# Robert Emerson (Chemiker)
Robert Emerson  (* 4. November 1903 in New York City; † 4. Februar 1959 ebenda) war ein US-amerikanischer Chemiker und Biophysiker, bekannt für Forschungen zur Photosynthese.

## Leben
Emerson studierte ab 1920 Tier- und Pflanzenphysiologie an der Harvard University mit dem Master-Abschluss bei Winthrop John Van Leuven Osterhout in Zoologie 1925. Als Post-Doktorand war er bei Richard Willstätter in München und Otto Heinrich Warburg in Berlin. 1926 wurde er in Berlin bei Warburg in Botanik promoviert. 1927 war er wieder in Harvard und studierte Photosynthese an Algen. Ab 1930 war Professor er am Caltech und ab 1937 am Labor für Pflanzenphysiologie der Carnegie-Institution in Washington, D.C. 1941 war er wieder am Caltech und ab 1946 Professor an der University of Illinois. Er starb 1959 bei einem Flugzeugunfall auf dem Flughafen LaGuardia, als sein Flugzeug (American Airlines Flight 320) in den East River stürzte, wobei es 65 Tote gab. Sein Freund und Kollege Eugene Rabinowitch veröffentlichte nachgelassene Arbeiten.
1932 fand er mit dem Studenten William Arnold, dass rund 2400 Chlorophyllmoleküle für die Erzeugung eines Sauerstoffmoleküls notwendig sind und folgerte, dass diese mit einem Enzym eine photosynthetische Einheit bilden (das Konzept wurde von ihm eingeführt). Anfang der 1940er Jahre bestimmte er mit Charlton M. Lewis (1905–1996) die Quanteneffizienz der Photosynthesereaktion und fand Abweichungen von dem von Otto Warburg gefundenen Wert von 4 Lichtquanten je Sauerstoffatom: Nach Emerson und Lewis waren es 8 bis 12. Das führte zu einer Kontroverse mit Warburg. Ebenfalls 1943 entdeckte er den für Emerson zunächst nicht erklärlichen red-drop-Effekt, die Abnahme der Photosynthese bei größeren Wellenlängen hin zum Infraroten. 1957 entdeckte er den Emerson-Effekt, dass neben dem direkt vom Chlorophyll absorbierten Licht auch Licht weiterer Wellenlängen zur Photosynthese beiträgt. Danach musste mehr als eine photosynthetische Einheit vorhanden sein.
Emerson war seit 1953 Mitglied der National Academy of Sciences. Im selben Jahr wurde er auch in die American Academy of Arts and Sciences gewählt.
Ralph Waldo Emerson war sein Großonkel. Sein Vater Haven Emerson war Leiter des Public Health Service von New York City.